# Hôtel Scandic Malmen
L'hôtel Scandic Malmen est situé à Götgatan 49-51 dans le quartier de Södermalm à Stockholm en Suède, à 25 minutes de marche du palais royal de Stockholm. Le bâtiment a été classé par le musée de la ville de Stockholm comme ayant une valeur d’histoire culturelle particulièrement élevée du point de vue de l’histoire, de l’histoire culturelle, de l’environnement et des arts. Il est quatre étoiles.

## Histoire

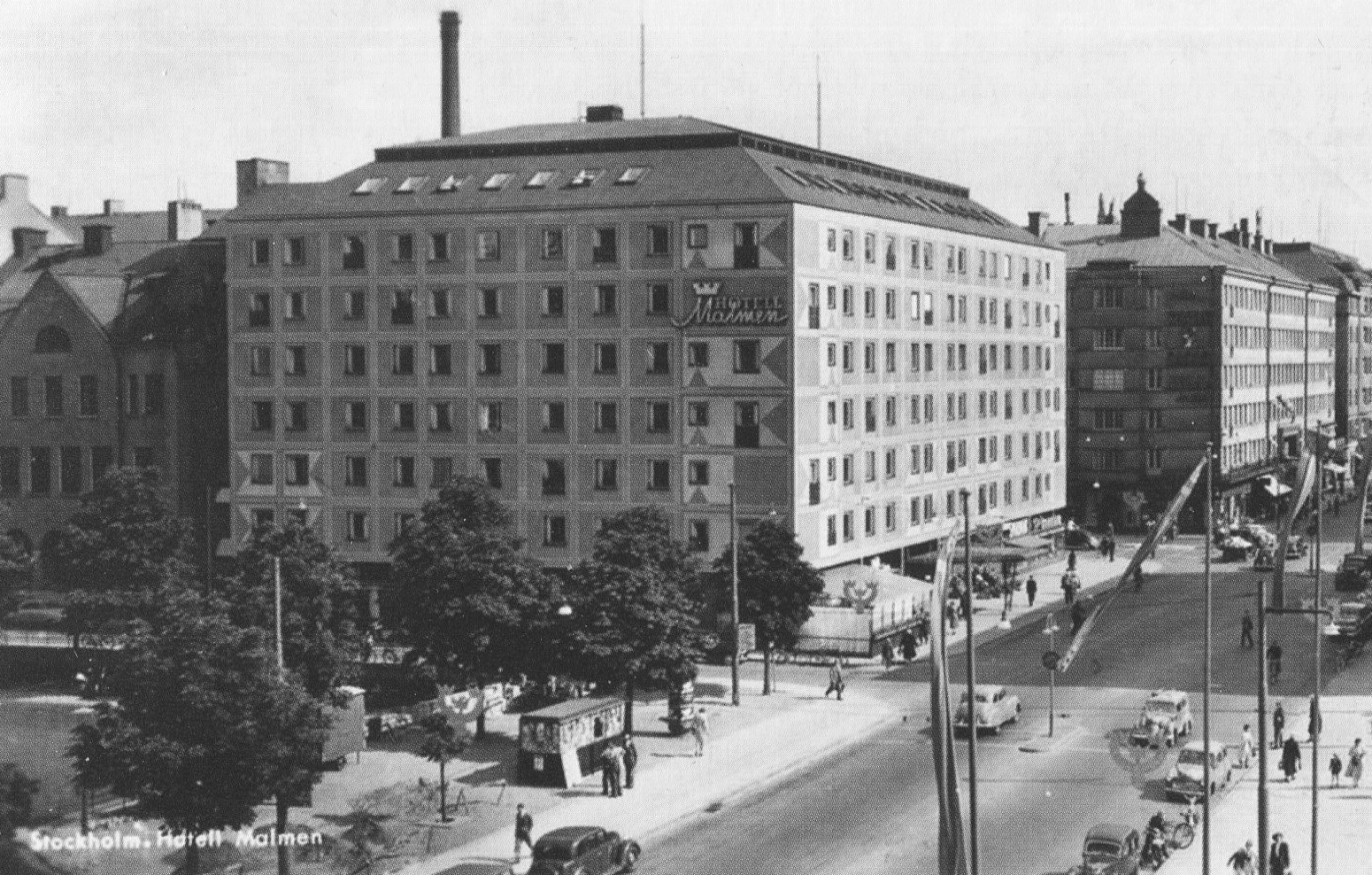
Hôtel Malmen en 1957.

L’hôtel a été construit de 1948 à 1951 à la place du Stora Teatern qui avait été construit en 1916 comme l’une des plus grandes salles de cinéma de Stockholm. L’hôtel était l’un des designs commerciaux intéressants des années 1950 conçus comme une architecture moderniste. Le bâtiment a été construit par Kommunal Hotell AB. Le bâtiment a été conçu par Georg Varhelyi et Carl-Axel Acking.  Le design d’Acking était élégant mais brut, par exemple la conservation de l’espace a été faite avec des pièces étroites et l’utilisation de canapés-lits comme lits d’appoint.
La façade du bâtiment a été rénovée à plusieurs reprises, mais a conservé ses décorations caractéristiques avec des détails bleu-gris. Au coin de la rue en direction de Folkungagatan, il y avait déjà une entrée à la station de métro Medborgarplatsen dans le métro de Stockholm dès le début, et il y avait un bureau de la Banque d’épargne de Stockholm avec une entrée directe depuis la rue et le hall de l’hôtel. Le bureau de la banque a été fermé dans les années 1980.
La Fédération internationale de bandy a été fondée lors d’une réunion à l’hôtel en février 1955. 

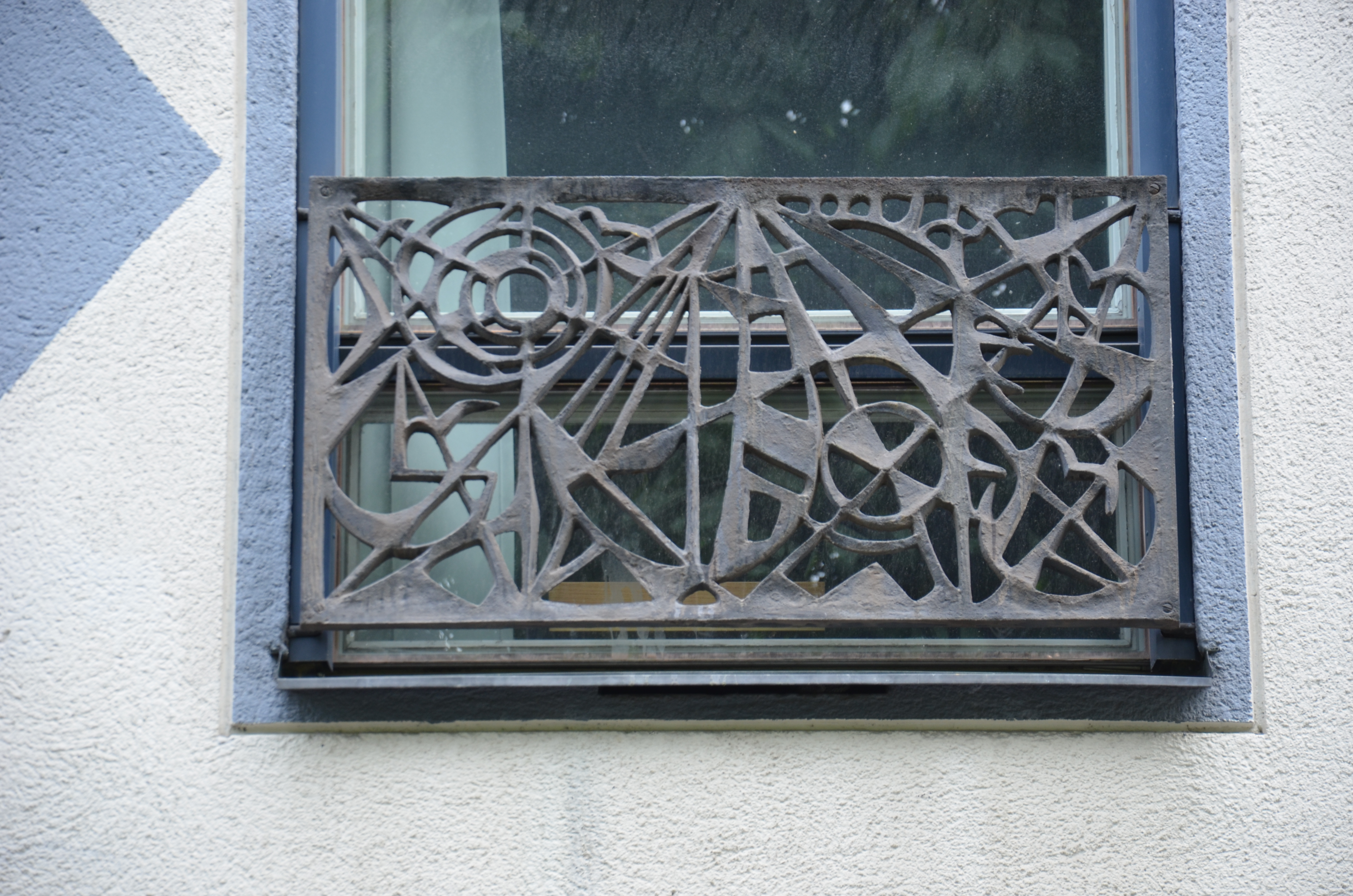
Balcon des chambres de l'hôtel Malmen.

L’hôtel a changé plusieurs fois de propriétaires et fait partie de la chaîne hôtelière Scandic Hotels depuis 2009. Le petit bar de l’hôtel dispose d’une scène de concert.

## Galerie

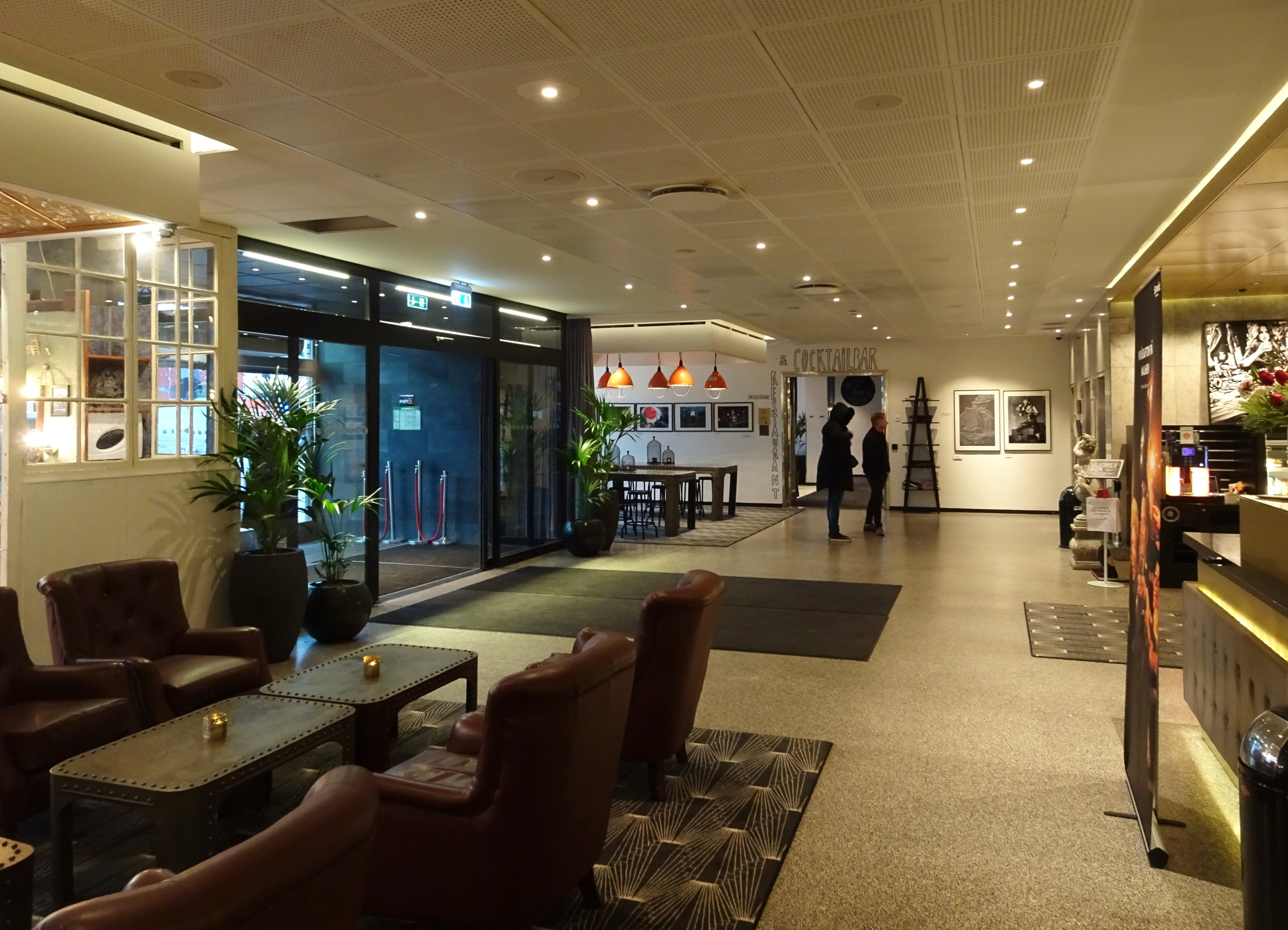
Hall d'entrée.
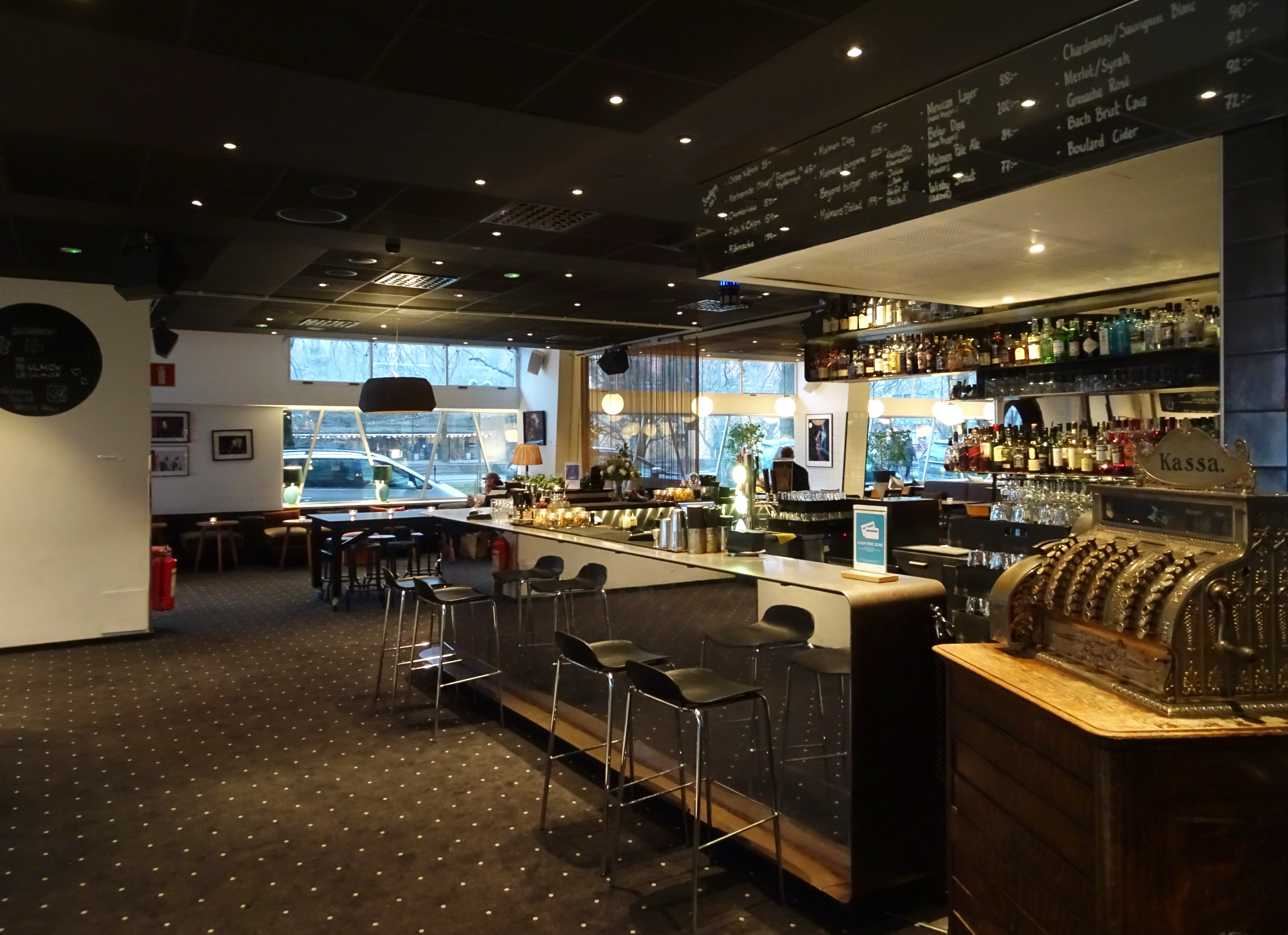
Le bar.
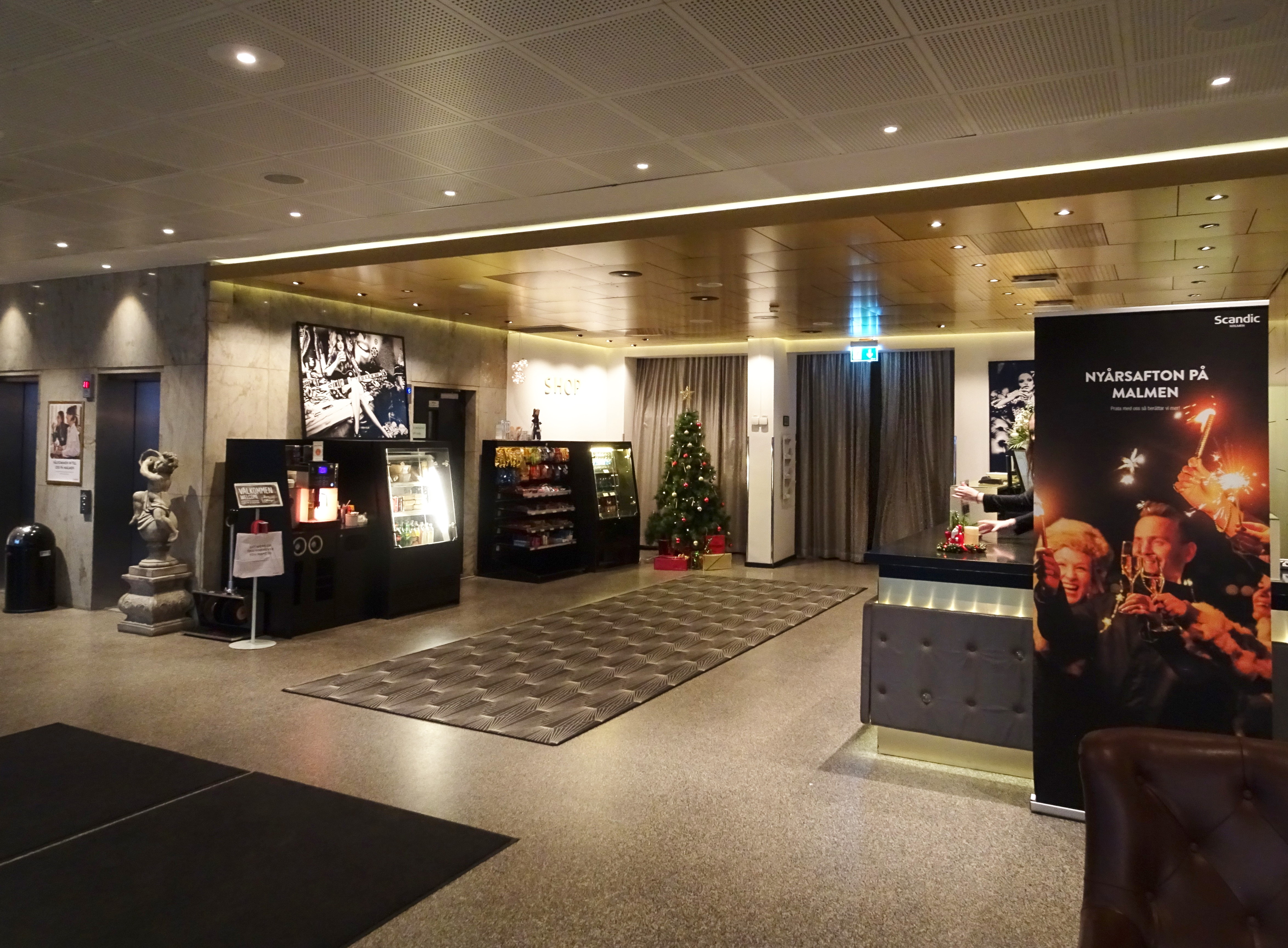
L'accueil.
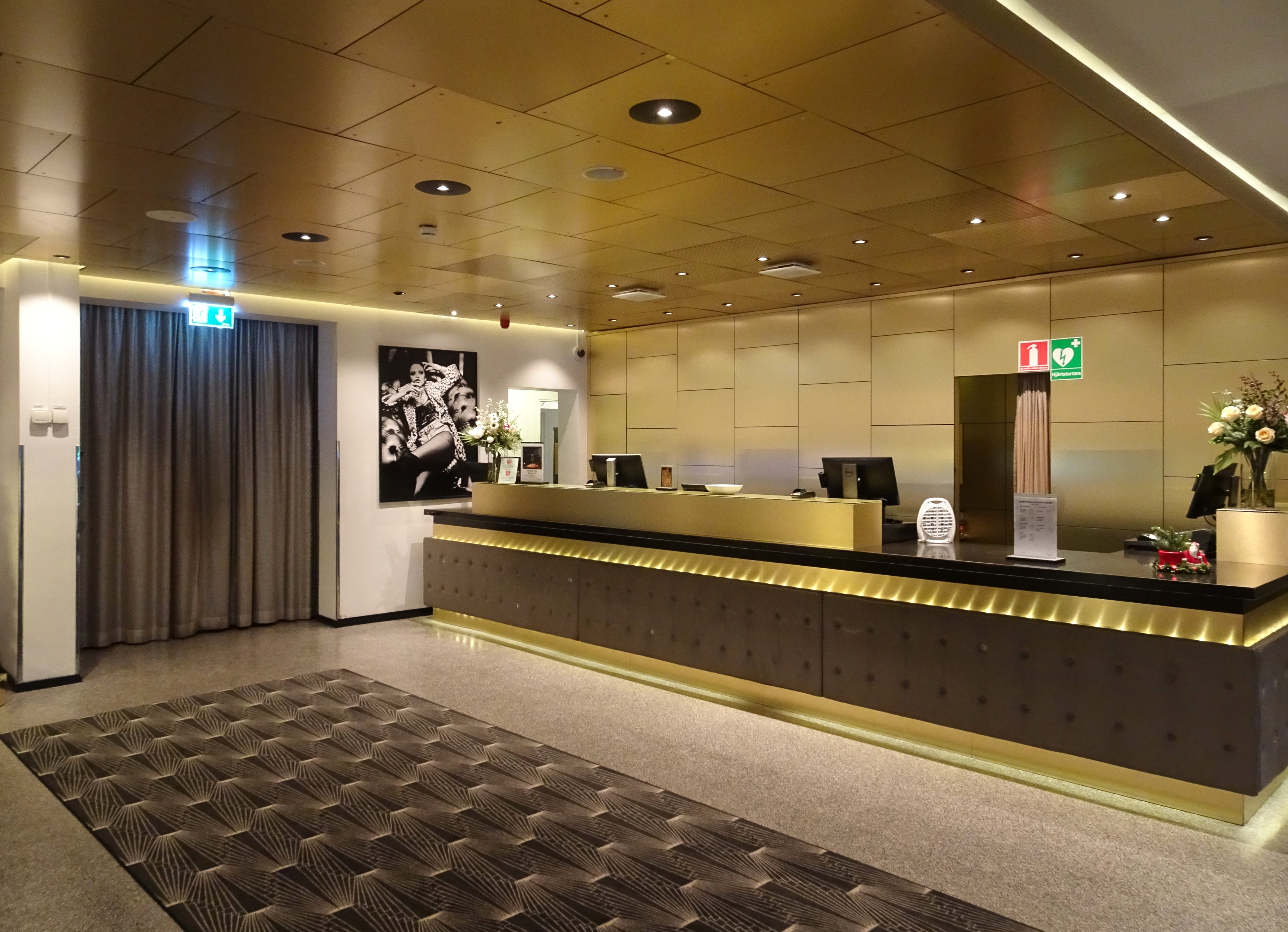
Le bureau d'accueil.
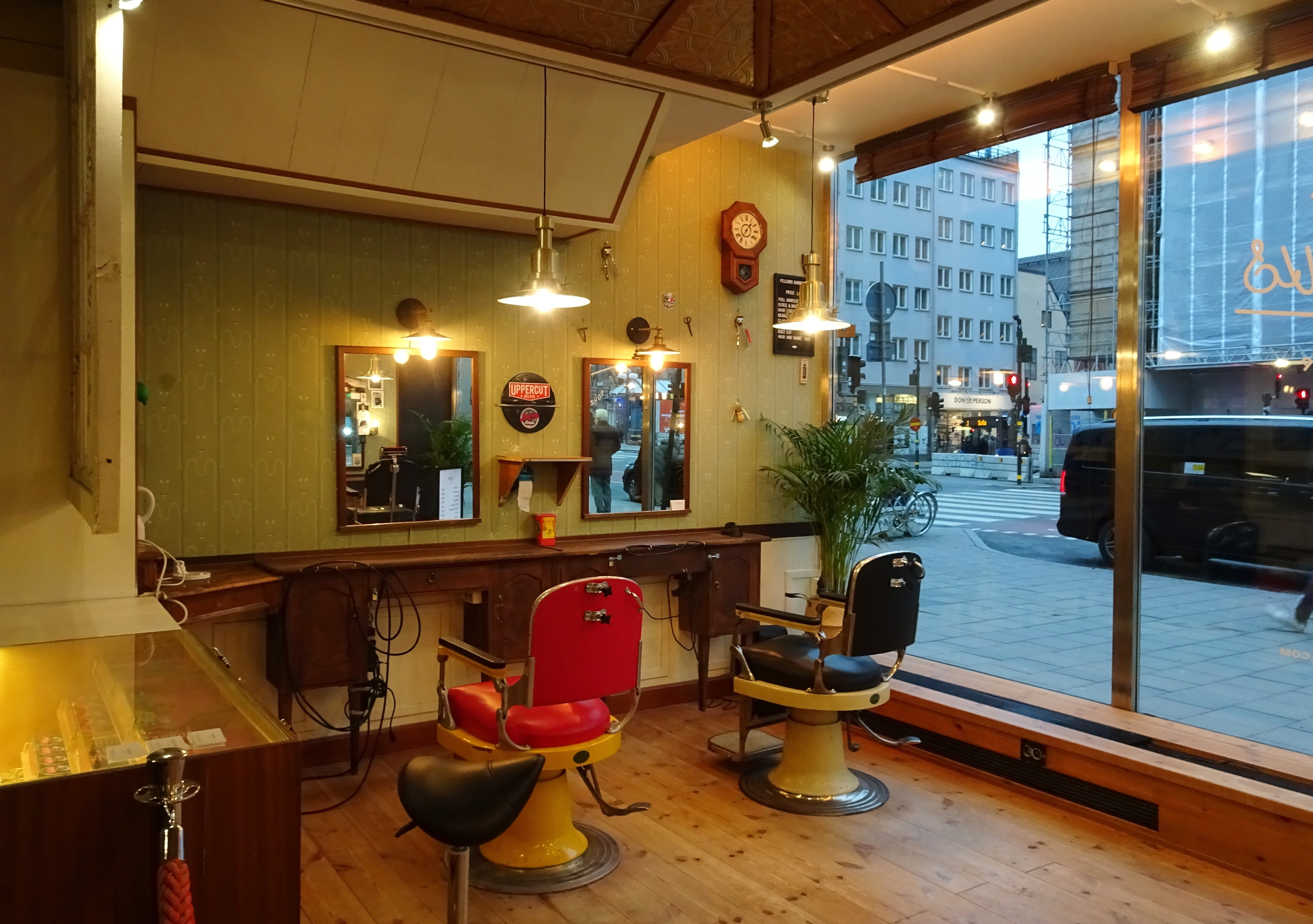
Le salon de coiffure.